# Лідс Юнайтед
Лідс Юна́йтед — англійський футбольний клуб з міста Лідс.

## Історія клубу
Прабатьком футбольного клубу «Лідс Юнайтед» вважається ФК «Лідс Сіті», утворений 1904 року. Проте після Першої світової війни фінансові порушення в клубному господарстві призвели до того, що команду виключили з членів футбольної ліги Англії. Залишившись без своїх улюбленців, уболівальники «Лідс Сіті» 1919 року заснували новий клуб — «Лідс Юнайтед».
«Лідс Юнайтед» 1920 року вступив до Футбольної ліги і вже у серпні дебютував у Другому дивізіоні. Провівши там чотири сезони, 1924-го клуб уперше піднявся в Перший дивізіон, де протримався три сезони. Наприкінці 1920-х років «Лідс» знову повернувся в Перший дивізіон, а 1929-го посів п'яте місце в чемпіонаті. Після Другої світової війни «Лідс» знову вилетів у Другий дивізіон, де виступав протягом тринадцяти років.
У 1961 році тренером команди був призначений колишній крайній півзахисник «Лідса» Дон Ріві, з яким команда досягла найбільших успіхів. До відомих Джекі Чарльтона і Біллі Бремнера, з якими він ще недавно сам виходив на поле, новий наставник додав молодь — Пітера Лорімера і Нормана Хантера. Згуртувавши команду спільною ідеєю, Ріві 1964 року вивів «Лідс» у Перший дивізіон Футбольної ліги, а вже наступного сезону клуб посів друге місце в чемпіонаті. «Срібло» англійської першості дало право виступити в Кубку ярмарків (згодом Кубок УЄФА), а за три роки йоркширці здобули цей трофей: у сезоні 1967/68 «Лідс» виграв Кубок ярмарків, перемігши вдома в першій фінальній зустрічі 1-0 (Джонс) і зігравши внічию 0-0 у матчі-відповіді з клубом «Ференцварош» з Угорщини. У тому ж сезоні підопічні Ріві вперше перемогли й на «Вемблі»: у фіналі Кубку Ліги здолали «Арсенал» 1-0. Сезон 1968/69 став найкращим в історії «Лідса»: команда вперше виграла чемпіонат Англії (зазнавши лише двох поразок) з рекордним для першості результатом — 67 очок.
У 1971-му англійський клуб вдруге в своїй історії виграв Кубок ярмарків.
У 1972 році відзначалося сторіччя найстарішого у світі футбольного змагання — Кубка Англії. І того ж року «Лідс» виграв його (єдиний раз у своїй історії), перемігши «Арсенал» 1-0.
У 1974 році Джиммі Армфілд, очоливши клуб, довів його до фіналу Кубка чемпіонів-75. Паризький фінал, у якому «Лідс» програв «Баварії» з рахунком 0-2, запам'ятався, перш за все, заворушеннями на трибунах. Після цього «Лідс» не грав у єврокубках чотири роки.
У наступні роки повернути команду в еліту англійського футболу безуспішно намагалися колишні гравці «Лідса» Едді Грей, а потім і Біллі Бремнер. Відродження клубу почалося 1988 року з приходом у команду Говарда Вілкінса. Наприкінці сезону 1989/90 «Лідс» повернувся в Перший дивізіон. Перед сезоном у Першому дивізіоні клуб придбав у «Манчестер Юнайтед» шотландця Говарда Стратчана, а в «Ноттінгем Форест» — нападника Лі Чапмана. До команди також приєдналися Гарі Макаллістер і Ерік Кантона. Сюрпризом для вболівальників «Лідса» стало запрошення в команду з ФК «Вімблдон» Вінні Джонса. Завдяки вмілій клубній роботі Говарда Вілкінса, «Лідс» у сезоні 1990/91 посів четверте місце в Першому дивізіоні. А роком пізніше «Лідс» завоював титул чемпіона Першого дивізіону, обійшовши найближчого переслідувача «Манчестер Юнайтед» на 4 очки. Так клуб став останнім чемпіоном Дивізіону 1 (у 1992 році заснована Англійська Прем'єр-ліга), та вже наступного сезону «Лідс» мусив боротися за виживання в Прем'єр-лізі й опинився лише на сімнадцятому місці. Наступні два сезони були для «Лідса» більш вдалі: клуб двічі посідав п'яте місце.
У 1996 році «Лідс» уперше за багато років вийшов у фінал Кубка Ліги, проте на «Вемблі» зазнав поразки з рахунком 0-3 від «Астон Вілли». Ця поразка стала початком кінця кар'єри в «Лідсі» Говарда Вілкінса: незабаром йому на зміну прийшов Джордж Грем. Проте кар'єра Грема в «Лідсі» була недовгою — у вересні 1998 року він перейшов у «Тоттенгем», а наставником «Лідса» став його асистент — Девід О’Лірі. З О'Лірі «Лідс» фінішував у Прем'єр-лізі 1999 року четвертим, а 2000-го — третім. Третє місце дало право клубу виступати наступного сезону в Лізі чемпіонів. Перед цим турніром «Лідс» зміцнився такими гравцями, як Марк Відука, Олів'є Дакур, Домінік Маттео та Ріо Фердинанд.
Неабияка перевірка на міцність чекала клуб у сезоні 2000/01 у Лізі чемпіонів. «Лідс» опинився в так званій «групі смерті» з клубами-грандами європейського футболу («Барселона», «Мілан», а також турецький «Бешикташ»). Попри поразку з рахунком 0-4 в Барселоні «Лідс» обіграв з рахунком 1-0 «Мілан», потім «Бешикташ», а потім були домашня нічия з «Барселоною», нічия з «Бешикташем» у Туреччині та виїзна нічия з «Міланом». У чвертьфіналі «Лідс» обіграв по сумі двох матчів «Депортіво» з рахунком 6-2. Проте в півфіналі «Лідс» зазнав поразки від іншого іспанського клубу «Валенсії» з рахунком 0-3. У національному чемпіонаті «Лідс» посів четверте місце, що позбавило клуб права виступати наступного сезону в Лізі чемпіонів. Щоб досягти своєї мети, клуб придбав таких гравців, як Роббі Фаулер, Сет Джонсон та ін., але в сезоні 2001/02 рр. «Лідс» зайняв у Прем'єр-лізі п'яте місце. На той час сумарні витрати на придбання гравців становили приблизно 100 млн фунтів стерлінгів, а від продажу гравців було отримано лише 66 млн. Загальний борг клубу 2003 року становив 80 млн фунтів стерлінгів.
Фінансова ситуація в клубі була критичною, він мусив продати провідних футболістів: Алана Сміта, Харрі Кьюелла, Джонатана Вудгейта, Джонсона та Лі Бойєра. З молотка пішли також стадіон «Елланд Роуд» і тренувальна база клубу. Сам «Лідс» після 11 сезонів у вищому дивізіоні англійського футболу перейшов у другий дивізіон, де в сезоні 2004/05 зайняв лише 14 місце. Наступного сезону здавалося, що «Лідс» відродився — команда посіла п'яте місце в другому дивізіоні, що давало їй право грати в плей-оф за третю путівку в Прем'єр-лігу. Проте «Лідс» програв клубу «Вотфорд» з рахунком 0-3, а проблеми тривали й 2007-го — клуб посів останнє місце в Другому дивізіоні й уперше в своїй історії опинився в Третьому дивізіоні (Ліга 1).
Сезон 2007-08 «Лідс» почав з −15 очками на рахунку (одна з причин введення Футбольною асоціацією очкового штрафу — махінації нинішнього власника клубу Кена Бейтса). Та попри штраф «Лідс» закінчував сезон на п'ятому місці в турнірній таблиці, а це — знову ігри плей-оф за вихід у вищу лігу — чемпіоншип (другий дивізіон). Але, як і двома роками раніше, у плей-оф «Лідс» поступився, цього разу клубу «Донкастер» з рахунком 0-1.
У сезоні 2008-09 «Лідс» зайняв 4 місце, але не зміг пройти до фіналу плей-оф, програвши в півфіналі «Міллволу». Наступний сезон клуб закінчив вже на другому місці і здобув пряме підвищення у класі.
З сезону 2010-11 «Лідс» грав в чемпіошипі, але добратись хоча б до стадії плей-оф, щоб поборотись за вихід до Прем'єр-Ліги команда змогла лише в сезоні 2018-19, поступившись у півфіналі «Дербі Каунті». А вже через рік «павлини» все ж таки змогли завоювати пряму путівку до АПЛ, посівши перше місце в чемпіоншипі. 
В АПЛ команда провела три сезони, а в сезоні 2022-23 посіла передостаннє місце в таблиці і знову вилетіла до чемпіоншипу.

## Склад команди
Станом на 30 квітня 2025
| №  | Поз. | Нац.                     | Гравець               |
| -- | ---- | ------------------------ | --------------------- |
| 1  | ВР   | Франція                  | Іллан Мельє           |
| 2  | ЗХ   | Англія                   | Джейден Богл          |
| 3  | ЗХ   | Домініканська Республіка | Хуніор Фірпо          |
| 4  | ПЗ   | Уельс                    | Ітан Ампаду (капітан) |
| 5  | ЗХ   | Нідерланди               | Паскаль Стрейк        |
| 6  | ЗХ   | Уельс                    | Джо Родон             |
| 7  | ПЗ   | Уельс                    | Деніел Джеймс         |
| 8  | ПЗ   | Англія                   | Джо Ротуелл           |
| 9  | НП   | Англія                   | Патрік Бемфорд        |
| 10 | НП   | Нідерланди               | Джоел Піру            |
| 11 | ПЗ   | США                      | Бренден Ааронсон      |
| 14 | ПЗ   | Ізраїль                  | Манор Соломон         |
| 17 | НП   | Бельгія                  | Ларжі Рамазані        |

| №  | Поз. | Нац.      | Гравець           |
| -- | ---- | --------- | ----------------- |
| 19 | НП   | Іспанія   | Матео Джозеф      |
| 21 | ВР   | Англія    | Алекс Кернс       |
| 22 | ПЗ   | Японія    | Ао Танака         |
| 23 | ПЗ   | Франція   | Жозуа Гілавогі    |
| 25 | ЗХ   | Англія    | Сем Байрам        |
| 26 | ВР   | Уельс     | Карл Дарлоу       |
| 29 | НП   | Італія    | Вілфрід Ньйонто   |
| 30 | ПЗ   | Англія    | Джо Гелхардт      |
| 33 | ЗХ   | Швейцарія | Айзак Шмідт       |
| 37 | ЗХ   | Англія    | Джеймс Дебайо     |
| 39 | ЗХ   | Австрія   | Максіміліан Вебер |
| 42 | ПЗ   | Шотландія | Сем Чемберс       |
| 44 | ПЗ   | Болгарія  | Ілія Груєв        |
| 45 | НП   | Англія    | Гаррі Грей        |

## Цікаві факти
У 2004 році для «Лідса» була розроблена спеціальна високотехнологічна домашня форма. Експерти компанії Diadora оснастили футболки індикатором активності, розташованим на плечі гравця. Якщо футболіст не виявляв належної старанності в матчі, то емблема міняла колір. Індикатор реагував на фізичну активність, що впливає на температуру тіла.

## Досягнення
Чемпіонат Англії:
- Чемпіон (3): 1969, 1974, 1992
- Віце-чемпіон (5): 1965, 1966, 1970, 1971, 1972

Чемпіоншип:
- Чемпіон (5): 1924, 1964, 1990, 2020, 2025

Кубок Англії:
- Володар (1): 1972
- Фіналіст (3): 1965, 1970, 1973

Кубок Ліги:
- Володар (1): 1968
- Фіналіст (1): 1996

Суперкубок Англії:
- Володар (2): 1969, 1992

Кубок ярмарків:
- Володар (2): 1968, 1971

Кубок європейських чемпіонів:
- Фіналіст (1): 1975

Кубок володарів кубків УЄФА:
- Фіналіст (1): 1973

Кубок УЄФА:
- Півфіналіст (1): 2000

## Відомі гравці
- Ерік Кантона
- Джек Чарльтон
- Джон Чарльз
- Алан Сміт
- Марк Відука
- Роббі Фаулер
- Ріо Фердинанд
- Гаррі К'юелл
- Пол Робінсон
- Марк Шварцер